# Aconitin
Aconitin oder Akonitin ist ein Diterpen-Alkaloid, das sich vom Aconan ableitet. Aconitin kann zu Benzoylaconin und Aconin hydrolysiert werden.

## Vorkommen

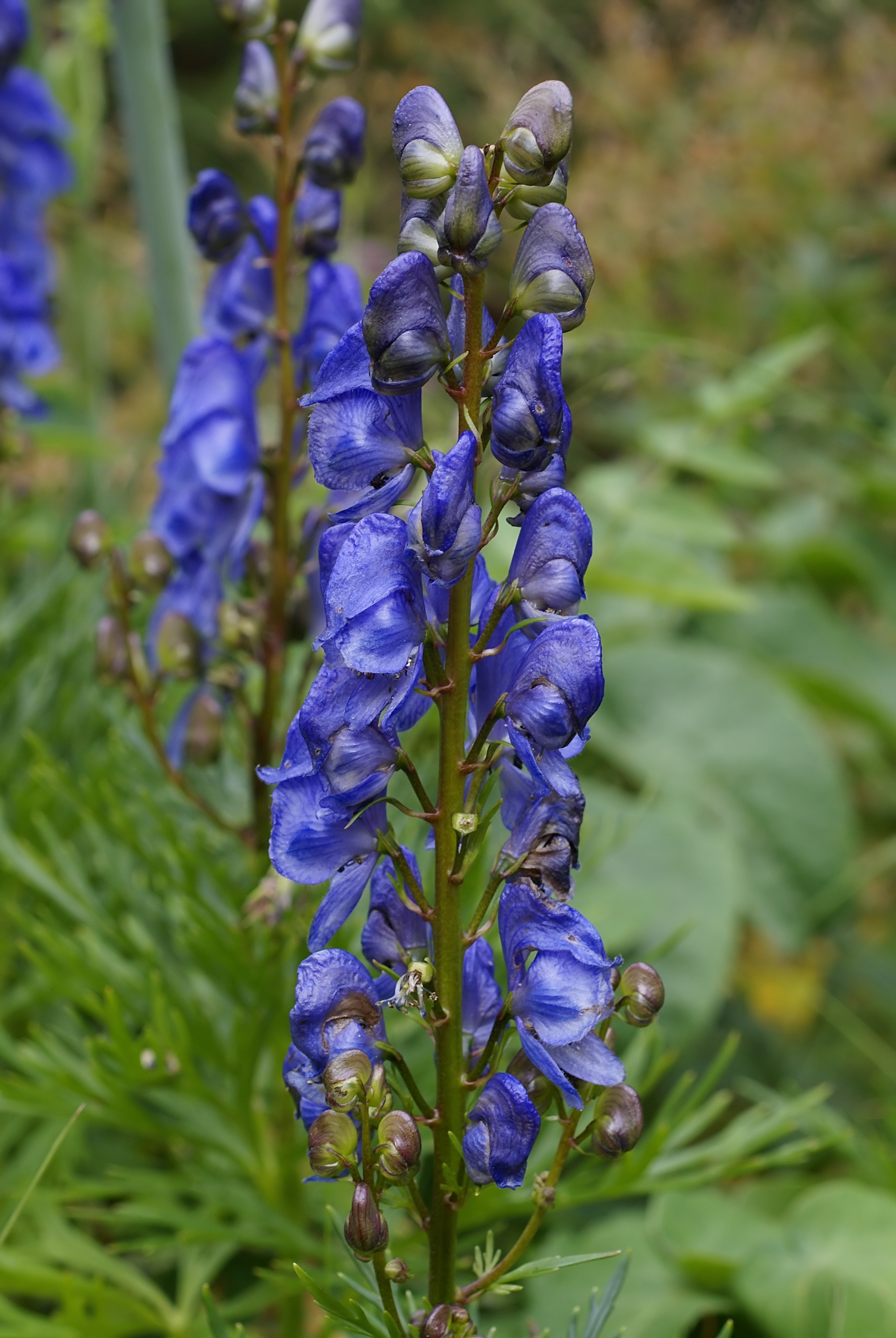
Aconitum napellus subsp. vulgare in Andorra

Aconitin ist das Hauptalkaloid in allen Aconitum-Arten, so auch im Blauen Eisenhut. Aconitin ist in allen Pflanzenteilen enthalten. Die Entdeckung und erstmalige Isolierung wird dem Heidelberger Pharmazeuten Philipp Lorenz Geiger zugeschrieben.

## Analytik
Die spezifische Drehung beträgt [α]D +17,3°, wenn es in Chloroform gelöst wurde. Der Nachweis erfolgt über Dragendorff-Reagenz, bei der eine Farbreaktion nach Orange zu beobachten ist.
Die zuverlässige qualitative und quantitative Bestimmung von Aconitin gelingt nach adäquater Probenvorbereitung durch Einsatz der Kopplung der HPLC mit der Massenspektrometrie.

## Wirkung
Aconitin gilt als eines der stärksten Pflanzengifte überhaupt, es ist wirksamer als Strychnin. Aconitin und verwandte Alkaloide werden sehr schnell intestinal, aber auch über intakte Haut und Schleimhäute resorbiert. Aconitin verlangsamt die Inaktivierung des spannungsabhängigen Natriumkanals und verlängert dadurch den Einstrom von Natriumionen während des Aktionspotenzials. Es wirkt peripher wie zentral auf motorische wie sensible Nerven zunächst erregend, gefolgt von einer Lähmung. Kardiale Auswirkungen sind vor allem Arrhythmien sowie eine Bradykardie, die bei letaler Dosis zum diastolischen Herzstillstand führt.
Die tödliche Dosis Aconitin liegt für einen Erwachsenen bei circa 2 Milligramm. Deshalb wurde es – in Form des Blauen Eisenhutes – früher als Pfeil-, Köder- und Mordgift verwendet.
Aconitin ist verschreibungspflichtig. Es sind homöopathische Präparate auf dem Markt. Erst ab Potenz D4 (was einer Verdünnung von 1:10.000 entspricht) ist Aconitin rezeptfrei erhältlich.